# Lịch sử người Đức ở Hoa Kỳ
Lịch sử người Đức ở Hoa Kỳ bắt đầu trong thế kỷ 17 với sự thành lập thuộc địa châu Âu đầu tiên trên lãnh thổ của nước mà sau này gọi là Hoa Kỳ. Tại những chỗ cư trú của người châu Âu ở lục địa Hoa Kỳ ngay từ lúc đầu đã có người Đức sinh sống. Cho tới thế kỷ 20, họ là giống dân châu Âu di cư đông nhất ở đây, sau đó mới tới người Do Thái, người Anh, người Irland và người Ý. Đa số người Đức di cư tới vào khoảng thời kỳ từ cuộc cách mạng Đức 1848/49 cho tới cuối Thế chiến thứ nhất trong những năm giữa 1848 và 1918. Điểm cao của cuộc di dân là vào năm 1882, khi khoảng 250.000 người Đức đã tới Hoa Kỳ lập nghiệp.

## Thời thuộc địa (1607–1776)

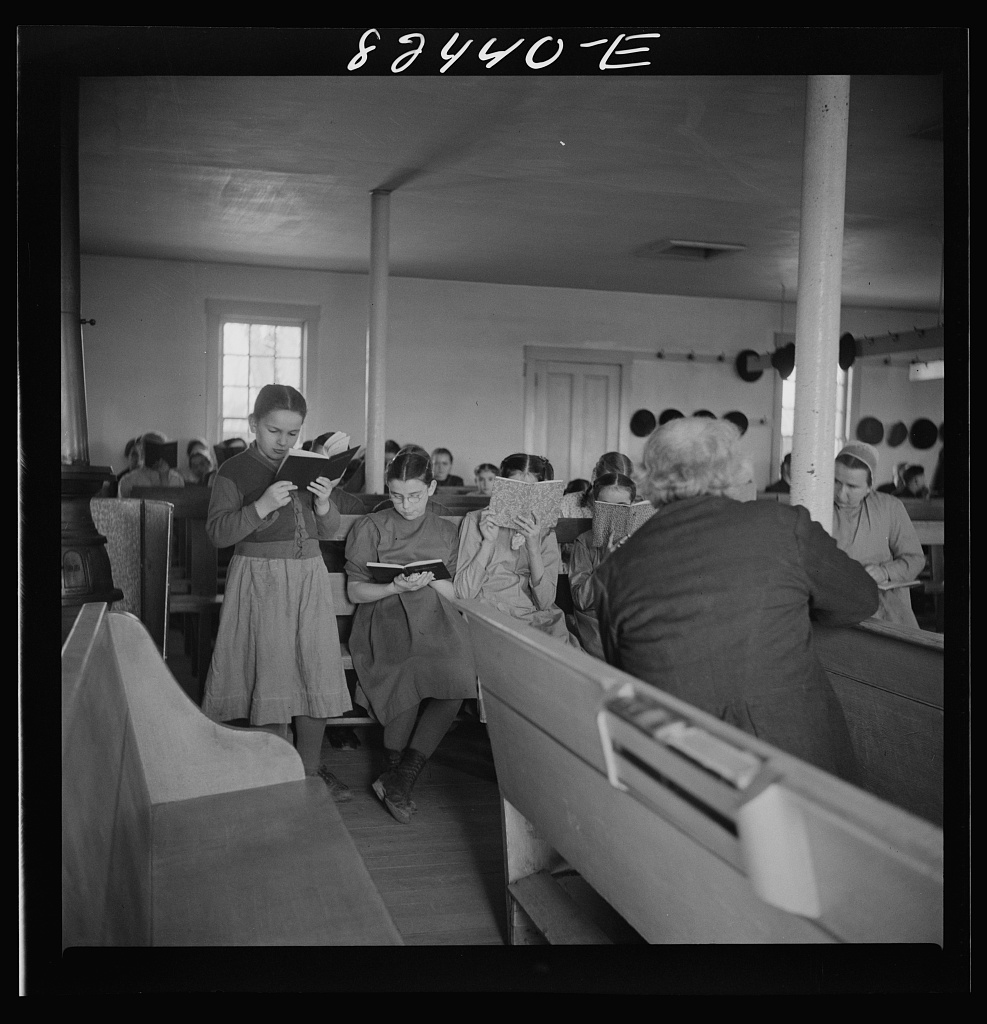
Lớp tiếng Đức tại một giáo phận Mennoniten ở Pennsylvania (1942)

Đã có những người Đức riêng lẻ trong số những người tiên phong, mà đã cùng lập ra và sinh sống ở những thuộc địa Anh ở Bắc Mỹ, với số lượng lớn thì chỉ từ thập niên 1680 mới tới Hoa Kỳ. Nơi đến của họ thỉnh thoảng là Upstate New York (thung lũng Mohawk) hay New Jersey, nhưng thường hơn là Pennsylvania, nơi được biết tới vì tinh thần tự do của người thành lập William Penn, mà đã tới Đức 2 lần trong thập niên 1670, để mà chiêu dụ dân di cư tới những vùng thuộc địa.
Những người di dân Đức bỏ quê hương đi vì những lý do khác nhau. Nhiều người vì lý do kinh tế, do nền nông nghiệp không mang lại cho họ hoa lợi nữa. Mennoniten, Amische, Herrnhuter và Tunker vì bị đàn áp tôn giáo; nhiều người khác vì trốn lính. Những thuộc địa ở Bắc Mỹ hứa hẹn những điều kiện kinh tế tốt hơn ở Trung Âu, đặc biệt là họ có triển vọng để trở thành điền chủ. Để mà có thể chi trả tiền đường biển, mà tốn khoảng 1 năm kiếm tiền của họ, khoảng gần 60 % những người di dân Đức đã phải làm tá điền. Những người này thường tới vùng thung lũng Hudson định cư, nơi mà họ phải làm công cho tới khi trả nợ xong, sản xuất hắc ín hay trồng cây gai dầu.

### Khu cư trú Đức ở Pennsylvania

#### Germantown

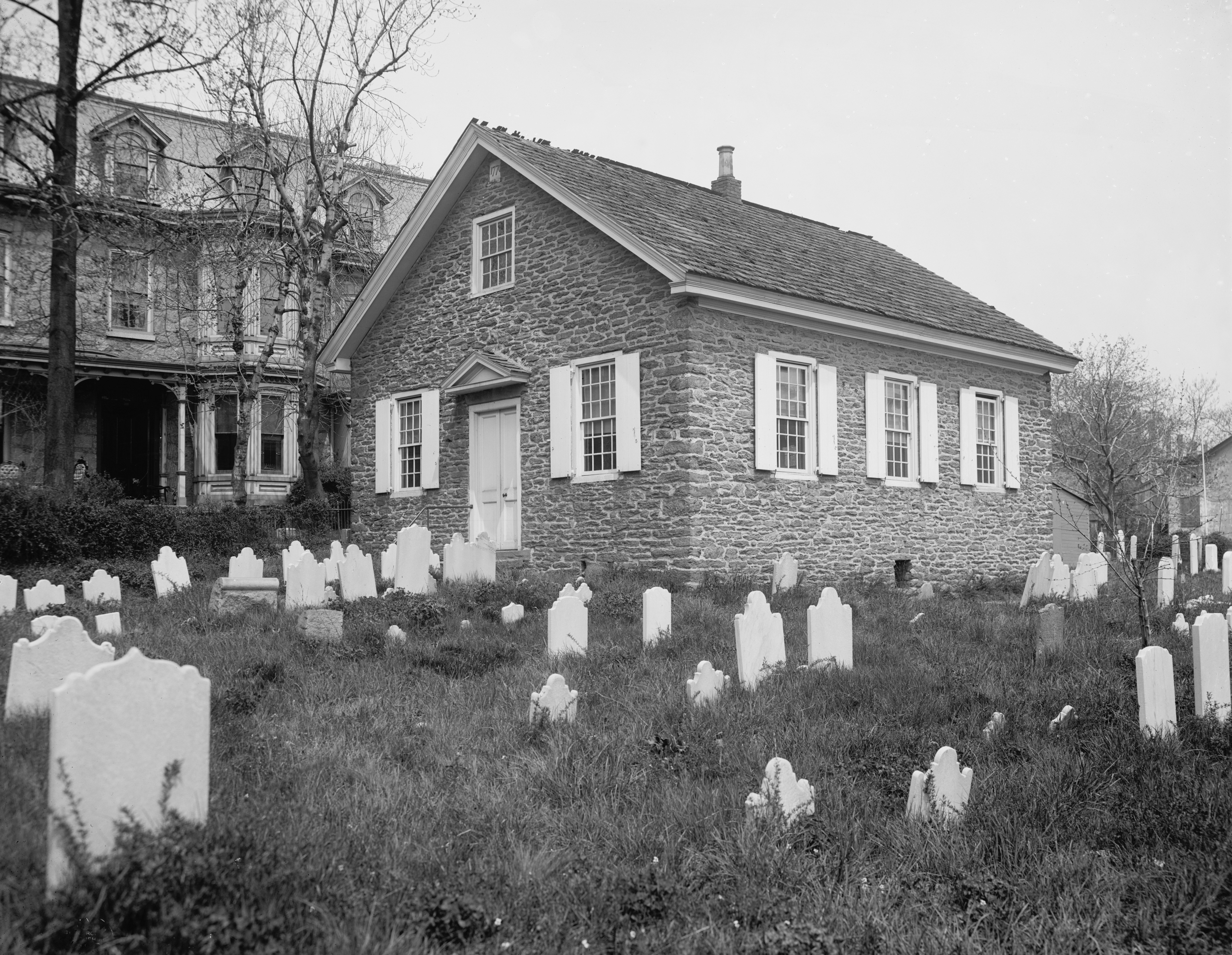
Nhà thờ Mennoniten ở Germantown (chụp vào 1903).

Khu cư trú Đức lâu dài đầu tiên, Germantown, nằm ở tỉnh Pennsylvania. Khu này được thành lập bởi học giả Franz Daniel Pastorius, mà đã tới 1683 cùng với 13 gia đình – Quäkern và Mennoniten – từ vùng Krefeld. Nhiều người trong số này là thợ dệt. Năm 1688 xuất phát từ 4 người dân Germantown – Franz Daniel Pastorius, Abraham Isacks op den Graeff, Herman Isacks op den Graeff cũng như Gerrit Henderich, một cuộc phản đối đầu tiên chống lại nạn nô lệ đã được soạn thảo. 2 năm sau đó, một người Đức William Rittenhouse đã xây ngoài làng một nhà máy làm giấy. 1743 Johann Christoph Sauer in ở Germantown kinh thánh đầu tiên ở thuộc địa – bằng tiếng Đức.

#### Di dân từ Pfalz
Một trong những vùng di dân quan trọng ở Đức là vùng Pfalz, mà bị thiệt hại vì chiến tranh và có những đàn áp về tôn giáo. Những người Pfälzer đầu tiên sang Mỹ là những người bị đàn áp vì tôn giáo. Ngay từ năm 1675 một nhóm Huguenot người Pháp, mà tị nạn ở đây, đã di dân sang vùng sông Hudson và thành lập ở đó 1677, để tưởng nhớ tới quê hương tị nạn, địa danh New Paltz. Cả ở Germantown vào thế kỷ 17 cũng có nhiều người Pfälzer đến cư trú. Tuy nhiên việc di dân với số lượng lớn, chỉ xảy ra sau mùa đông băng giá 1708/09; đa số là nông dân. Mặc dù nữ hoàng Anh Anna tới vùng Pfalz để chiêu dụ người cho vùng Carolina, đa số người Pfälzer đã tới Pennsylvania. Chuyến đi qua tuyến Rotterdam và London gặp nhiều khó khăn. Hàng chục ngàn người chết giữa đường, trước khi họ đặt chân tới Hoa Kỳ; nhiều người khác bị bắt buộc định cư ở Irland hay phải từ Anh trở về Đức. Mặc dù vậy cho tới 1727 khoảng 15.000 Pfälzer đã tới Philadelphia; tới 1775 thêm khoảng 70.000 người nữa.
Trong khi người Đức ở Pennsylvania ban đầu chỉ cư trú ở những vùng dọc theo bờ biển, từ 1727 con số người Đức tới Pennsylvania gia tăng thấy rõ, vùng cư trú bắt đầu mở rộng vượt qua sông Susquehanna về phía Tây. Cho tới phần nhì bán thế kỷ 18 sự di dân của người Pfälzer sang Mỹ mới giảm dần, khi người dân có cơ hội di dân sang đông và đông nam châu Âu. Dù vậy, dân di cư Đức cho tới Cách mạng Mỹ chiếm 1/3 dân số Pennsylvania. Dân Đức ở Pennsylvania, bên cạnh nhà thờ cải cách và nhà thờ Tin Lành nhiều người là người Mennoniten và Amische, thường sống một đời sống khép kín, bởi vậy thổ ngữ của họ, từ tiếng thổ ngữ Pfälzerisch trở thành Pennsylvania Dutch, mà vẫn được dùng cho tới bây giờ.

### Chảy máu chất xám Đức-Mỹ

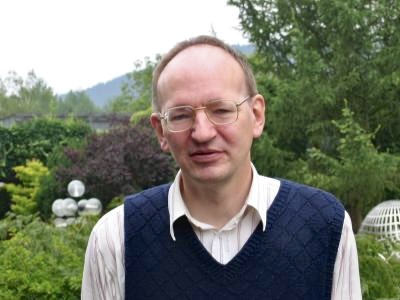
Gerd Faltings, nhà toán học Đức duy nhất được Huy chương Fields 1986, đã làm việc từ 1985 tới 1994 ở Princeton.

Trong thập niên 1920 và 1930 những thanh niên trẻ Đức được học bổng Rockefeller lần đầu tiên với một số lượng lớn có thể theo học tại các đại học Hoa Kỳ, trong số đó có nhà vật lý nữ Hertha Sponer và Arvid Harnack, mà sau này chiến đấu chống Đức Quốc xã. Sau đó dưới thời Đức Quốc xã, nhiều nhà khoa học và nhà chuyên môn cao cấp đã di cư sang Hoa Kỳ.
Sau chiến tranh, một số các khoa học gia Đức được trực tiếp chiêu dụ bởi nhà cầm quyền Hoa Kỳ, như trong chiến dịch cái kẹp giấy vào năm 1945–46. Nổi tiếng nhất trong số này là Wernher von Braun, mà từ năm 1937 đã tham dự vào việc phát triển Tên lửa V-2.
Từ 1952 trở đi những người Đức trẻ tuổi có thể học đại học tại Mỹ theo chương trình Fulbright. Sau này họ cũng có thể làm được chuyện này qua Cơ quan Trao đổi Hàn lâm Đức và Quỹ Max-Kade của Mỹ. Trong những nhà khoa học Đức mà từ cuối thế chiến thứ hai theo học ở Mỹ hay ít nhất làm việc một thời gian ở đó có thể kể tới người được nhận giải Nobel Hans Jensen (ở Mỹ từ 1951), Hans Georg Dehmelt (1952), Herbert Kroemer (1954), Harald zur Hausen (1962), Erwin Neher (1966), Günter Blobel (1967), Reinhard Selten (1967), Theodor Hänsch (1969), Gerhard Ertl (1976), Horst Ludwig Störmer (1977), Johann Deisenhofer (1988), Christiane Nüsslein-Volhard (1988) và Wolfgang Ketterle (1990). Đáng kể tới là những điều kiện nghiên cứu ở các đại học Mỹ cho các nhà vật lý; trong số 8 khoa học gia Đức, mà từ 1988 được giải Nobel về vật lý, 5 người đã nghiên cứu một thời gian ở Mỹ.
Để bảo vệ quyền lợi của cộng đồng khoa học gia Mỹ gốc Đức, năm 2003 mạng lưới German Academic International Network (GAIN) được thành lập ở New York City. Tổ chức German Scholars Organization (GSO) tạo điều kiện cho các nhà khoa học Đức ở ngoại quốc trở về nước.
Con số các nhà khoa học Đức, mà hiện tại làm việc tại các đại học Mỹ và các cơ sở nghiên cứu, ước tính khoảng chừng 15.000; trong đó chừng 6.000 có bằng tiến sĩ  Không được biết tới là số nhà khoa học Đức làm việc ở các lãnh vực khác như các cơ sở thí nghiệm của các ngành công nghệ.